# Topo (Calheta)
Topo ist eine portugiesische Gemeinde (Freguesia) im Kreis (Município) Calheta auf der Azoren-Insel São Jorge. In ihr leben 440 Einwohner (Stand 19. April 2021).

## Geschichte
Der Ort erhielt 1510 die Rechte einer Stadt (Vila) und wurde Sitz der Kreisverwaltung. Nach der Verlegung der Kreisverwaltung nach Calheta  im Jahre 1867 wurden die Stadtrechte entzogen und 2003 erneut verliehen. Bei dem Erdbeben am 1. Januar 1980 wurde der Ort stark zerstört.

## Architektur

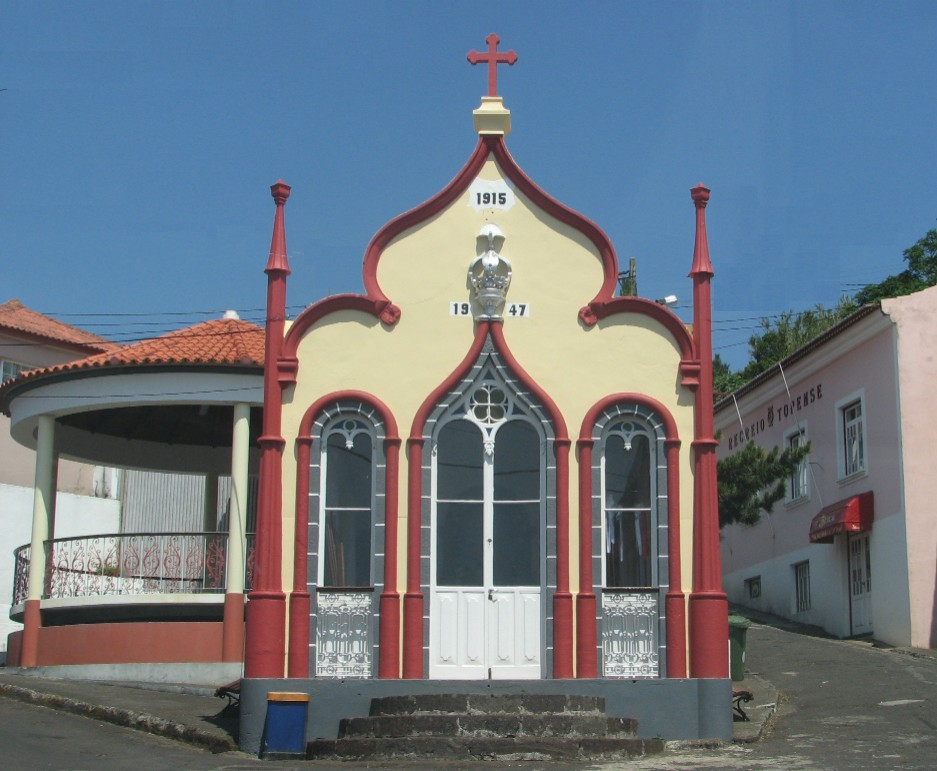
Heilig-Geist-Kapelle Império do Espírito Santo do Topo

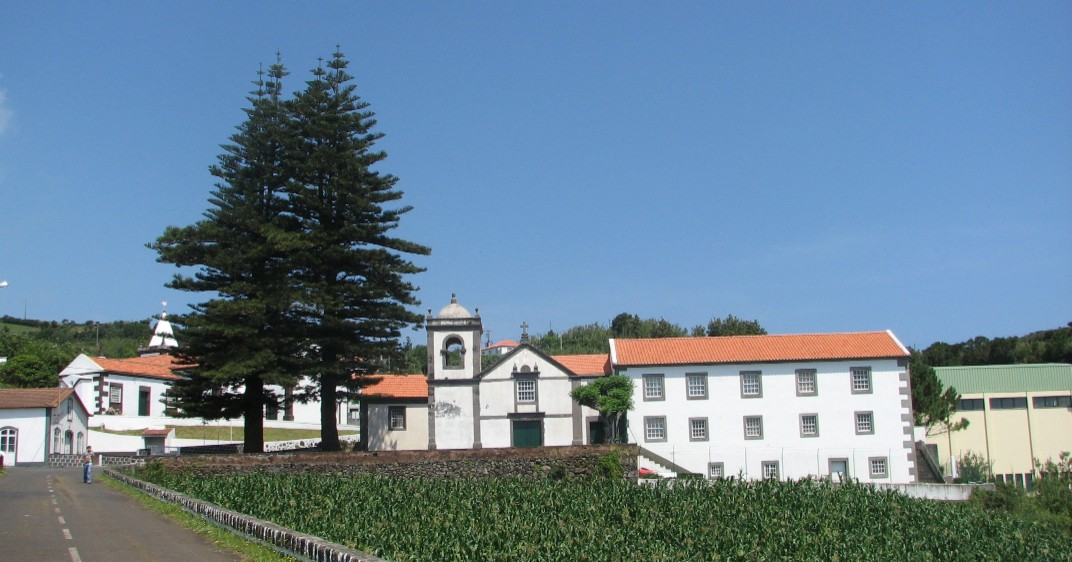
Ehem. Kloster Convento de São Diogo

Topo ist unter anderem wegen der 1915 erbauten Heilig-Geist-Kapelle Império do Espírito Santo do Topo bekannt, deren Baustil an die Architektur der Nachbarinsel Terceira erinnert. Die Pfarrkirche Igreja de Nossa Senhora do Rosário aus dem 16. Jahrhundert wurde bei dem Erdbeben von 1757 stark beschädigt und 1761 wieder aufgebaut. Das 1661 gegründete Franziskanerkloster Convento de São Diogo, zu dem auch die Kirche Igreja de São Francisco aus dem 17. Jahrhundert gehört, wurde nach schwerer Beschädigung durch das Erdbeben von 1980 in veränderter Form wieder aufgebaut und dient heute als Schule. Der 16 m hohe Leuchtturm Farol do Topo wurde 1923 erbaut und 1957 elektrifiziert.